# جريس نجمي
الجُرَيس النجمي (باللاتينية: Campanula stellaris) نوع نباتي ينتمي إلى جنس الجريس من الفصيلة الجريسية.

## الموئل والانتشار
موطنه بلاد الشام وتركيا.

## مرادفات للاسم العلمي
- (باللاتينية: Campanula syriaca Ehrenb. ex Boiss.)